# 甘露山国际滑雪场
甘露山国际滑雪场，是位于武汉市黄陂区武汉甘露山文创城的一座室内滑雪商业综合体。内部滑雪场主体武汉城建热血奇迹恒温-6°C，内建六条雪道，包括一条初级道、四条中级道，和一条高级道
。
其中1号和2号中级道为一条直道的两段，总长400米，宽40米，落差73米，最大坡度14°，平均坡度10.5°。3号和4号中级道位于高级道下方，总长175米，最宽80米，设有公园地形。高级道长240米，宽25米，最大坡度18°。
该滑雪场坐落在武汉市黄陂区G318黄陂大道与纵四路交汇处，于2024年12月8日启用，建成时为华中最大、全国第三、世界第七的室内滑雪场，也是华中地区首个赛事级室内滑雪场。